# Rata dels aiguamolls de l'Argentina
La rata dels aiguamolls de l'Argentina (Scapteromys aquaticus) és una espècie de rosegador de la família dels cricètids. Viu al centre-est de l'Argentina i l'est del Paraguai. El seu hàbitat natural són els boscos xeròfils amb arbres i matolls. No hi ha cap amenaça significativa per a la supervivència d'aquesta espècie. El seu nom específic, aquaticus, significa ‘aquàtic’ en llatí.